# Jüdisch-Theologisches Seminar in Breslau

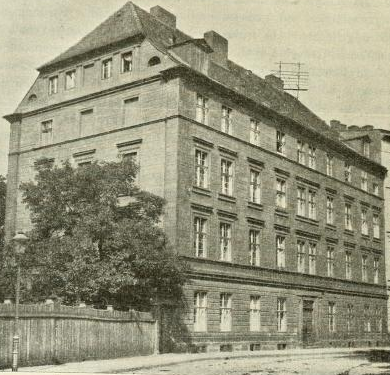
Das Jüdisch-Theologische Seminar in Breslau (vor 1904)

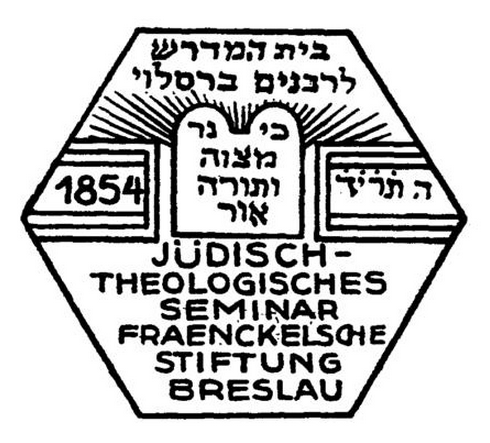
Logo seit 1928, mit dem (hebräischen) Motto Denn das Gebot ist eine Leuchte und das Gesetz ein Licht, Sprüche 6:23.

Das Jüdisch-Theologische Seminar in Breslau, eigentlich Jüdisch-Theologisches Seminar Fraenckel’sche Stiftung, war ein von 1854 bis 1938 bestehendes Rabbiner- und Lehrerseminar in Breslau. Das auf Grund einer testamentarischen Verfügung des Breslauer jüdischen Geschäftsmannes Jonas Fraenckel (1773–1846)  errichtete Seminar wurde am 10. August 1854 eröffnet und entwickelte sich zu einer der wichtigsten jüdischen Bildungseinrichtungen in Europa bis zur Machtergreifung der Nationalsozialisten in Deutschland, die das Seminar 1938 schlossen.

## Geschichte
Gegründet wurde das 1854 eröffnete Jüdisch-Theologische Seminar auf Grund einer testamentarischen Verfügung aus dem Nachlass des Breslauer Bankiers und Kommerzienrats Jonas Fraenckel und wurde vom Kuratorium der Kommerzienrath Fraenckel’schen Stiftungen selbständig verwaltet. Die Gründung geht auf Abraham Geiger zurück, der bereits 1836 die Errichtung einer jüdisch-theologischen Fakultät an einer Universität vorgeschlagen hatte. Als erster Direktor wurde jedoch nicht Geiger gewählt, sondern der konservative Dresdner Oberrabbiner Zacharias Frankel (1801–1875). Frankel war der Begründer der „positiv-historischen“ Schule, die, wie er in seinem Hauptwerk Darkei HaMischnah (Wege der Mischna) darlegte, die Meinung vertrat, dass das jüdische Recht, die Halachah, nie statisch war, sondern sich immer auf sich wandelnde Bedingungen hin entwickelt hatte. Nach dem Tode Frankels wurde Leser Lazarus Direktor, nach dessen Tod 1879 wurden die dem Direktor eingeräumten Befugnisse dem Lehrerkollegium übertragen.
Der Hauptdozent für talmudische Wissenschaft und rabbinische Literatur fungierte als Seminarrabbiner, ihm allein stand die Ausstellung des Rabbinerdiploms, der Hattarat Hora’ah, zu.
Mit der Eröffnung des Jüdisch-Theologischen Seminars wurde Breslau zu einem der wichtigsten Zentren jüdischer Wissenschaft in Europa. Das Seminar bot uneingeschränkte Freiheit der Forschung, allerdings auf Basis der Gebräuche des traditionellen Judentums, deren Einhaltung von Lehrern und Schülern verlangt wurde (wörtlich: auf dem Boden des positiven und historischen Judentums fortzubauen).
Das Seminar war das erste deutsche Rabbinerseminar. Es bestand ursprünglich aus drei Abteilungen:
1. Rabbinerabteilung mit siebenjähriger Ausbildung für Studierende mit Universitätsreife
2. Vorbereitungskurs (Präparandie) für Studierende mit Sekundareife
3. der Lehrerabteilung

Die beiden letzteren Abteilungen wurden in den 1880er Jahren aufgelöst, die Lehrerausbildung wurde nach dem Ersten Weltkrieg, als das Seminar einen Aufschwung erlebte, wieder aufgenommen. Wichtigster Teil des Seminars war jedoch das Rabbinerseminar, das bis zur Machtübernahme durch die Nazis 1933 die bedeutendste Institution für die Ausbildung von Rabbinern in Europa blieb.
Es diente auch als Vorbild bei der Errichtung jüdischer Hochschulen (Berlin 1870 durch Abraham Geiger: Hochschule für die Wissenschaft des Judentums) sowie weiterer Rabbinerseminare (Budapest 1877: Landesrabbinerschule; Wien 1883: Israelitisch-Theologische Lehranstalt). Auch das Jewish Theological Seminary of America in New York, eine Institution des Conservative Judaism, beruft sich auf das Breslauer Seminar.
Die Seminarbibliothek zählte über 30.000 Bände; Frankels Monatsschrift für die Geschichte und Wissenschaft des Judentums erschien seit 1851 und war ein wichtiges Forum zur Präsentation der Ergebnisse der wissenschaftlichen Forschung sowie nicht zuletzt der Selbstvergewisserung des Seminars (sie erschien bis 1939). Ein Teil der Bibliothek kam nach dem Krieg in die Schweiz und ist heute in der Bibliothek der Israelitischen Cultusgemeinde Zürich untergebracht.
1931 gestattete die preußische Regierung dem Seminar, den Zusatz „Hochschule für jüdische Theologie“ zu führen. Während der Novemberpogrome 1938 wurden die Bibliothek und das Seminar verwüstet, danach wurde es von den Nationalsozialisten geschlossen. Zahlreiche Studenten wurden ins Konzentrationslager Buchenwald gebracht. Einige Aktivitäten wurden noch eine Zeitlang im Untergrund weitergeführt. Die zwei letzten Studenten wurden am 21. Februar 1939 ordiniert.

## Bekannte Lehrer und Schüler
Lehrer
Seminarrabbiner waren David Joel (1880–1882), Israel Lewy (1883–1917), Saul Horovitz (1917–1921), Michael Guttmann (1922–1934).
Dozenten waren u. a. Jacob Bernays (1824–1881), Klassischer Philologe, Markus Brann, Zacharias Frankel, Jacob Freudenthal, Heinrich Graetz (1817–1891), Historiker, Jakob Guttmann, Michael Guttmann, Isaak Heinemann, Manuel Joël, Guido Kisch, Moritz Abraham Levy, Albert Lewkowitz, Israel Lewy, Adolf Wolf Posnanski, Israel Rabin, David Rosin, Bernard Dov Weinryb und Benedikt Zuckermann.
Schüler des Seminars
Bis zur Schließung 1938 hatte das Seminar weit über 700 Schüler, von denen etwa 250 das Rabbinerdiplom erhielten. Zu den Schülern gehörten:
Felix Aber, Wilhelm Bacher, Leo Baeck, Jakob Baßfreund, Philipp Bloch, Hermann Cohen, Ismar Elbogen, Israel Finkelscherer, Ismar Freund, Max Grunwald, Moritz Güdemann, Jakob Guttmann, Julius Guttmann, Adolf Hepner (1846–1923), Sozialist und Mitangeklagter im Leipziger Hochverratsprozess 1872, Salomon Kalischer, David Kaufmann, Alexander Kisch, Wilhelm Klemperer, Lesser Knoller Adolph Kohut, Alexander Kohut, Arthur Löwenstamm, Lazar Münz (1837–1921), österreichisch-galizischer Rabbiner in Auschwitz und Kempen sowie Autor, Joseph Perles, Nathan Porges, Isaac Prager, Joachim Prinz, Paul Rieger, Lothar Rothschild (1909–1974) Rabbiner in St. Gallen, Adolf Schwarz, Siegfried Silberstein, Benjamin Szold, Leon Thorn, Heinemann Vogelstein, Hermann Vogelstein, Albert Wolf, Samuel Löb Zitron und Moses Samuel Zuckermandel.